# Andrássy István (kanonok)
Andrássy István (Lövéte, 1802. november 25. – Gyulafehérvár, 1890. január 5.) kanonok.

## Élete
Tanulmányait a székelyudvarhelyi római katolikus főgimnáziumban és a székesfehérvári papneveldében végezte. 1827. szeptember 10-én pappá szentelték. 1828-ban a Pázmáneumban tanult. 1832-ben Gyulafehérváron volt hittanár, 1833-tól Oláhlápos plébánosaként tevékenykedett. 1836-tól ismét Gyulafehérváron dolgozott hittanárként és könyvtárosként. 1848–1849-ben Budán és Bécsben a csillagászati tanulmányoknak szentelte minden idejét; onnan visszatérvén, mint a Batthyáneum igazgatója újra elfoglalta tanári székét. 1851-ben csillagász-kanonokká, 1860-ban őr-kanonokká és 1866-ban gyerőmonostori címzetes apáttá nevezték ki. A csillagvizsgálót, amely 1848–49-es forradalom és szabadságharc alatt károsodott, megjavíttatta és bővíttette. 1860-ig rendszeres meteorológiai megfigyeléseket végzett.

## Művei
- Keresztény tudomány. Kolozsvár, 1845.
- Néhány szó egy fiatal barátomhoz. Gyulafehérvár, 1887. (Hargitai néven)